# Tahltan Highland
Tahltan Highland è un'area di altopiani e di basse catene montuose situata  nella Columbia Britannica, nella parte occidentale del Canada.
L'altopiano si trova a est della catena montuosa delle Boundary Ranges e a sud del fiume Inklin River (la biforcazione orientale del fiume Taku). Il confine orientale è formato dai fiumi Sheslay e Little Tuya, mentre il confine meridionale si estende oltre il fiume Stikine e il suo Grand Canyon per includere il complesso vulcanico del Monte Edziza e il massiccio Zagoddethchino. 